# Моніторингова місія ООН з прав людини в Україні
Моніторингова місія ООН з прав людини в Україні (ММПЛУ) (англ. United Nations Human Rights Monitoring Mission in Ukraine) — тимчасовий підрозділ ООН, створений на запрошення уряду України для моніторингу, оприлюднення інформації про ситуацію з правами людини та сприяння їх дотриманню. Особлива увага приділяється АР Крим, місту Севастополь і східним регіонам України, які тимчасово окуповані Російською Федерацією.
З 24 лютого 2022 року, після початку повномасштабного збройного нападу Російської Федерації на Україну, місія посилила моніторинг впливу російської агресії на права людини по всій країні.

## Історія створення
Моніторингова місія ООН з прав людини в Україні (ММПЛУ) була заснована в березні 2014 року за погодженням Генерального секретаря ООН у відповідь на запит уряду України та реагуючи на Російсько-українську війну з 2014 року.
Станом на грудень 2016 року ММПЛУ не отримала доступу до місць ув'язнення на тимчасово окупованих російськими військами територіях АР Крим, м. Севастополь та частини Донецької та Луганської областей, контрольованих російськими військовими та підтримуваними ними збройними формуваннями.
У 2020 році, місія мала сім офісів у Києві, Донецьку, Луганську, Краматорську, Маріуполі, Одесі та Харкові. Раніше її представництва також функціонували у Львові та Дніпрі. Моніторинг ситуації в Автономній Республіці Крим здійснюється через офіси у Києві та Одесі.

## Засади діяльності
Місія діє на підставі Угоди між Урядом України та Управлінням Верховного комісара ООН з прав людини (УВКПЛ) від 31 липня 2014 року. Вона реалізує мандат УВКПЛ щодо захисту та сприяння правам людини у всьому світі.
Основні завдання місії:
- документування порушень прав людини та міжнародного гуманітарного права;
- фіксування втрат серед цивільного населення, пов'язаних з конфліктом;
- підготовка публічних доповідей про ситуацію з правами людини в Україні;
- адвокація захисту прав людини перед державними та недержавними акторами;
- аналіз законопроєктів та надання рекомендацій уряду щодо відповідності міжнародним правовим стандартам;
- надання технічної допомоги національним партнерам, зокрема громадянському суспільству.

Відповідно до п. 5 Резолюції «Стан з правами людини у Автономній Республіці Крим та місті Севастополь (Україна)» № 71/205 від 19 грудня 2016 року, Генеральна Асамбля ООН доручила готувати УВКПЛ доповіді з питання про становище в галузі прав людини в тимчасово окупованих Автономній Республіці Крим та місті Севастополі.

== Доповіді ==
ММПЛУ регулярно готує аналітичні звіти щодо ситуації з правами людини і в контексті Російсько-української війни (з 2014), окупації частини території України та загальних тенденцій у сфері прав і свобод громадян. На червень 2025 року загальна кількість оприлюднених періодичних доповідей сягнула 42, крім того, підготовлено низку спеціальних і тематичних звітів за окремими напрямами, зокрема про сексуальне насильство, масові страти цивільних, поводження з військовополоненими, депортацію дітей та використання безпілотників.
Регулярні квартальні й піврічні доповіді містять огляд ситуації на підконтрольних і тимчасово окупованих територіях, дані про втрати серед цивільного населення, випадки порушення МГП та проблеми доступу до правосуддя. Окрім основних доповідей, ММПЛУ публікує щомісячні огляди втрат серед цивільного населення «Захист цивільних осіб» і періодичні пресрелізи з оновленням підтверджених даних про загиблих і поранених. Також був опублікован дворічний узагальнений звіт, що висвітлив загальну динаміку наслідків війни.
Основна тема доповідей: порушення прав цивільного населення. Всі доповіді місії є публічними та доступні на офіційному сайті Управління Верховного комісара ООН з прав людини (УВКПЛ).

### Документовані інциденти
ММПЛУ у своїх спеціальних і регулярних звітах детально документувала низку масових ударів по цивільних об'єктах і втрат серед мирного населення. Серед найрезонансніших задокументованих атак:
Напад на вокзал у Краматорську (2022)

8 квітня 2022 року внаслідок ракетного удару по залізничному вокзалу м. Краматорськ, коли цивільні громадяни очікували евакуаційних потягів, загинуло щонайменше 60 осіб, понад 110 дістали поранення. Місія підтвердила використання ракети з касетною бойовою частиною та задокументувала обставини удару у спеціальних і періодичних доповідях.
Масові страти цивільних під час окупації Київської області (2022)

У березні–квітні 2022 року в містах і селах Київської області, зокрема в Бучі, Бородянці, Ірпені, ММПЛУ зафіксувала численні випадки позасудових страт мирних жителів. Підтверджено понад 400 убитих цивільних. Ці випадки лягли в основу спеціального звіту про позасудові страти цивільних осіб.
Обстріл Оленівської колонії (2022)

29 липня 2022 року відбувся вибух у колонії в Оленівці (тимчасово окупована територія Донецької області), де утримувалися українські військовополонені. ММПЛУ зафіксувала загибель понад 50 осіб у 36-ій періодичній доповіді та спеціальному звіті щодо поводження з військовополоненими, задокументувала відмову РФ допустити ММПЛУ або Місію встановлення фактів (англ. UN Fact-Finding Mission on Olenivka), створену Генеральним секретарем ООН у серпні 2022 року, або комісію ООН (англ. Independent International Commission of Inquiry), або МКЧХ на місце події. Обставини інциденту ООН продовжує розслідувати.
Обстріл села Гроза (2023)

5 жовтня 2023 року російські війська завдали удару по кафе у с. Гроза Харківської області під час поминального обіду, унаслідок чого загинуло 59 осіб. Цей інцидент став найбільш смертоносною атакою по цивільному об'єкту у 2023 році. Місія задокументувала подію у своїх періодичних звітах та щомісячних оновленнях про втрати серед цивільного населення «Доповіді щодо захисту цивільних осіб».
Небезпека для цивільного населення від безпілотників ближнього радіусу дії на прифронтових ділянках України

Звіт оприлюднений 26 червня 2025 року, аналізує наслідки ударів дронів-камікадзе по житлових районах у Донецькій, Харківській та Херсонській областях. ММПЛУ задокументувала численні випадки загибелі та поранень мирних мешканців, руйнування цивільної інфраструктури у постраждалих громадах. У звіті також наведені рекомендації щодо захисту цивільного населення та притягнення винних до відповідальності.

### Періодичні (квартальні) звіти
| №    | Період охоплення              | Дата публікації | Основні теми |
| ---- | ----------------------------- | --------------- | --- |
| 1–30 | ―                             | ―               | ― |
| 31   | серпень 2020 – січень 2021    | 1 березня 2021  | обмеження свободи пересування, переслідування в Криму, права цивільного населення на сході                                       |
| 32   | лютий 2021 – липень 2021      | 23 вересня 2021 | обмеження свободи слова, переслідування кримських татар, домашнє насильство, безкарність за катування                            |
| 33   | серпень 2021 – січень 2022    | 28 березня 2022 | передвоєнна ситуація |
| 34   | 1 лютого 2022 – 31 липня 2022 | 27 вересня 2022 | вплив повномасштабного вторгнення РФ, обстріли цивільної інфраструктури, катування, насильницькі зникнення, гуманітарна ситуація |
| 35   | серпень 2022 – січень 2023    | 24 березня 2023 | гуманітарна криза |
| 36   | лютий 2023 – липень 2023      | 4 жовтня 2023   | атаки на інфраструктуру, депортація дітей, права полонених, переслідування активістів                                            |
| 37   | серпень 2023 – листопад 2023  | 12 грудня 2023  | права цивільних у бойових зонах, катування, довільні арешти, переслідування правозахисників                                      |
| 38   | грудень 2023 – лютий 2024     | 26 березня 2024 | обстріли, права в умовах війни                                                                                                   |
| 39   | березень 2024 – травень 2024  | 3 липня 2024    | цивільне населення |
| 40   | червень 2024 – серпень 2024   | 1 жовтня 2024   | права військовополонених |
| 41   | вересень 2024 – листопад 2024 | 31 грудня 2024  | обмеження свободи, цивільна інфраструктура                                                                                       |
| 42   | грудень 2024 – травень 2025   | 30 червня 2025  | атаки на цивільні об'єкти, права військовополонених                                                                              |

### Спеціальні та тематичні звіти
| №     | Підзаголовок / Тематика                                                                                            | Період охоплення                | Дата публікації | Примітка                                                                                         |
| ----- | --- | ------------------------------- | --------------- | ------------------------------------------------------------------------------------------------ |
| спец. | Сексуальне насильство, пов'язане з конфліктом                                                                      | березень 2014 – січень 2017     | 16 лютого 2017  | аналіз гендерно зумовленого насильства, зокрема в Криму та ОРДЛО                                 |
| спец. | Оновлена інформація про ситуацію з правами людини (34‑та спец. сесія Ради ООН)                                     | 24 лютого – 15 травня 2022      | травень 2022    | спеціальна доповідь після початку вторгнення                                                     |
| спец. | Позасудові страти цивільних у контексті збройного нападу Російської Федерації на Україну                           | лютий – жовтень 2022            | грудень 2022    | вбивства в Київській, Чернігівській, Сумській обл.                                               |
| спец. | Цивільні жертви в Україні                                                                                          | 24 лютого 2022 – 30 червня 2023 | 5 липня 2023    | кількість загиблих і поранених цивільних                                                         |
| спец. | Поводження з військовополоненими та особами, які припинили участь у воєнних діях                                   | 24 лютого 2022 – 23 лютого 2023 | березень 2023   | [ 11 ] [ 12 ]                                                                                    |
| спец. | Затримання цивільних осіб під час нападу РФ на Україну                                                             | 24 лютого 2022 – 23 травня 2023 | червень 2023    |                                                                                                  |
| спец. | Десять років окупації Російською Федерацією: Права людини в Автономній республіці Крим та м. Севастополь, Україна  | лютий 2014 – лютий 2024         | лютий 2024      | [ 13 ]                                                                                           |
| спец. | Ситуація з правами людини під час російської окупації території України та її наслідки                             | 24 лютого 2022 – 31 грудня 2023 | березень 2024   |                                                                                                  |
| спец. | Вплив збройного конфлікту та окупації на права дітей в Україні                                                     | 24 лютого 2022 – 31 грудня 2024 | березень 2025   |                                                                                                  |
| спец. | Смертельні дрони: небезпека для цивільних від безпілотників ближнього радіусу дії на прифронтових ділянках України | лютий 2022 – квітень 2025       | червень 2025    | удари дронів по цивільних об'єктах, загибель і поранення мирних мешканців, психологічні наслідки |